# Gonostygia jacopa
Gonostygia jacopa là một loài bướm đêm trong họ Noctuidae.